# Saitis graeca
Saitis graeca är en spindelart som beskrevs av Kulczynski 1904 [1905. Saitis graeca ingår i släktet Saitis och familjen hoppspindlar. Inga underarter finns listade i Catalogue of Life.